# Yūto Misao
Yūto Misao (三竿 雄斗 Misao Yūto?, Tokio, 16 de abril de 1991) es un futbolista japonés que juega como defensa en el Oita Trinita de la J2 League.

## Trayectoria

### Clubes
| Club              | País      | Año       |
| ----------------- | --------- | --------- |
| Shonan Bellmare   | Japón     | 2013-2016 |
| Kashima Antlers   | Japón     | 2017-2018 |
| Oita Trinita      | Japón     | 2019-2022 |
| Kyoto Sanga       | Japón     | 2023-2025 |
| Perth Glory F. C. | Australia | 2025      |
| Oita Trinita      | Japón     | 2025-     |

## Palmarés

### Títulos nacionales
| Título             | Club            | País  | Año  |
| ------------------ | --------------- | ----- | ---- |
| J2 League          | Shonan Bellmare | Japón | 2014 |
| Supercopa de Japón | Kashima Antlers | Japón | 2017 |

### Títulos internacionales
| Título                      | Club            | Sede    | Año  |
| --------------------------- | --------------- | ------- | ---- |
| Liga de Campeones de la AFC | Kashima Antlers | Teherán | 2018 |